# Virginio Bertinelli

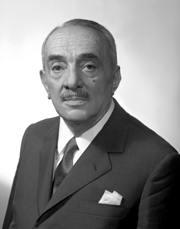
Virginio Bertinelli

Virginio Bertinelli (* 31. August 1901 in Como, Provinz Como; † 13. Juni 1973 ebenda) war ein italienischer Politiker der Sozialistisch-Demokratische Partei Italiens PSDI (Partito Socialista Democratico Italiano), der unter anderem von 1948 bis 1968 Mitglied der Abgeordnetenkammer (Camera dei deputati) sowie von 1972 bis 1973 Mitglied des Senats (Senato della Repubblica) war. Er war ferner Unterstaatssekretär und Minister in verschiedenen Regierungen.

## Leben
Virginio Bertinelli absolvierte ein Studium der Rechtswissenschaften, welches er mit einem Laurea in giurisprudenza beendete, und war danach als Rechtsanwalt tätig. Während des Studiums engagierte er sich in der Italienischen Sozialistischen Partei PSI (Partito Socialista Italiano) und gehörte während der deutschen Besatzung im Zweiten Weltkrieg als Angehöriger des Komitees der nationalen Befreiung CLN (Comitato di Liberazione Nazionale) zur Widerstandsbewegung Resistenza.
Bei den Parlamentswahlen am 18. April 1948 wurde er für die Sozialistische Einheit (Unità Socialista) erstmals zum Mitglied der Abgeordnetenkammer (Camera dei deputati) gewählt, der er nach seinen darauf folgenden Wiederwahlen von der ersten bis zum Ende der vierten Legislaturperiode am 4. Juni 1968 an, wobei er am 31. Januar Mitglied der Fraktion der Sozialistischen Partei der italienischen Arbeiter PSLI (Partito Socialista dei Lavoratori Italiani) beziehungsweise am 18. Mai 1951 der Fraktion der Sozialistisch-Demokratischen Partei Italiens PSDI (Partito Socialista Democratico Italiano) wurde. Am 31. Januar 1951 übernahm er im Kabinett De Gasperi VI sein erstes Regierungsamt und war als Unterstaatssekretär im Ministerium für öffentlichen Unterricht bis zum 5. April 1951 einer der engsten Mitarbeiter von Minister Guido Gonella.
Während seiner zwanzigjährigen Parlamentszugehörigkeit war er unter anderem vom 26. Februar 1953 bis zum 11. Februar 1954 Sekretär des Wahlausschusses (Giunta delle elezioni). Im Kabinett Scelba (11. Februar 1954 bis 6. Juli 1955) sowie im darauf folgenden Kabinett Segni I (9. Juli 1955 bis 19. Mai 1957) bekleidete er den Posten eines Unterstaatssekretärs im Verteidigungsministerium, wodurch er ein enger Mitarbeiter von Verteidigungsminister Paolo Emilio Taviani war. Er übernahm im Kabinett Fanfani II vom 2. Juli 1958 bis zum 15. Februar 1959 den Posten als Unterstaatssekretär im Verkehrsministerium und fungierte als ein enger Mitarbeiter von Minister Armando Angelini.
Als Nachfolger von Giovanni Ardenti Morini wurde Virginio Bertinelli 1959 Präsident des Club Alpino Italiano (CAI), des nationalen alpinen Vereins, und hatte dieses Amt bis 1964 inne, woraufhin Renato Chabod 1965 neuer Präsident wurde. Im Kabinett Fanfani IV übernahm er vom 21. Februar 1962 bis zum 21. Juni 1963 das Amt als Minister für Arbeit und Sozialversicherung (Ministro del Lavoro e della Previdenza Sociale). In der vierten Legislaturperiode fungierte er zwischen dem 22. Juli und dem 4. Dezember 1963 zunächst als Vizevorsitzender des Ausschusses für Verfassungsangelegenheiten, Organisation des Staates, der Regionen und allgemeine Regelung der öffentlichen Beschäftigungsverhältnisse (Commissione affari costituzionali, organizzazione dello stato, regioni e disciplina generale del rapporto di pubblico impiego) sowie anschließend vom 21. Januar 1964 bis zum 23. Februar 1966 als Vorsitzender des Ausschusses für Außenpolitik und Auswanderung (Commissione affari esteri e emigrazione). Im Anschluss wurde er am 23. Februar 1966 als Minister ohne Geschäftsbereich für die Reform der öffentlichen Verwaltung (Ministro senza Portafoglio con delega per la Riforma della Pubblica Amministrazione) in das Kabinett Moro III berufen und bekleidete dieses Amt bis zum 24. Juni 1968.
Bei den Parlamentswahlen am 7. Mai 1972 wurde Virginio Bertinelli für die PSDI zum Mitglied des Senats (Senato della Repubblica) gewählt und gehörte diesem bis zu seinem Tode am 13. Juni 1973 an. Während seiner Senatszugehörigkeit war er unter anderem zwischen dem 11. Juli 1972 und dem 13. Juni 1973 Vorsitzender des Ständigen Ausschusses für Justiz (Commissione permanente Giustizia) sowie vom 5. Oktober 1972 bis zum 23. Januar 1973 Vorsitzender der Parlamentarischen Untersuchungskommission zum Phänomen „Mafia“ (Commissione parlamentare d’inchiesta sul fenomeno della „Mafia“). Nach seinem Tode wurde sein Stellvertreter Carlo Porro am 26. Juni 1973 als Nachrücker Mitglied des Senats.